# Boris Schumatsky

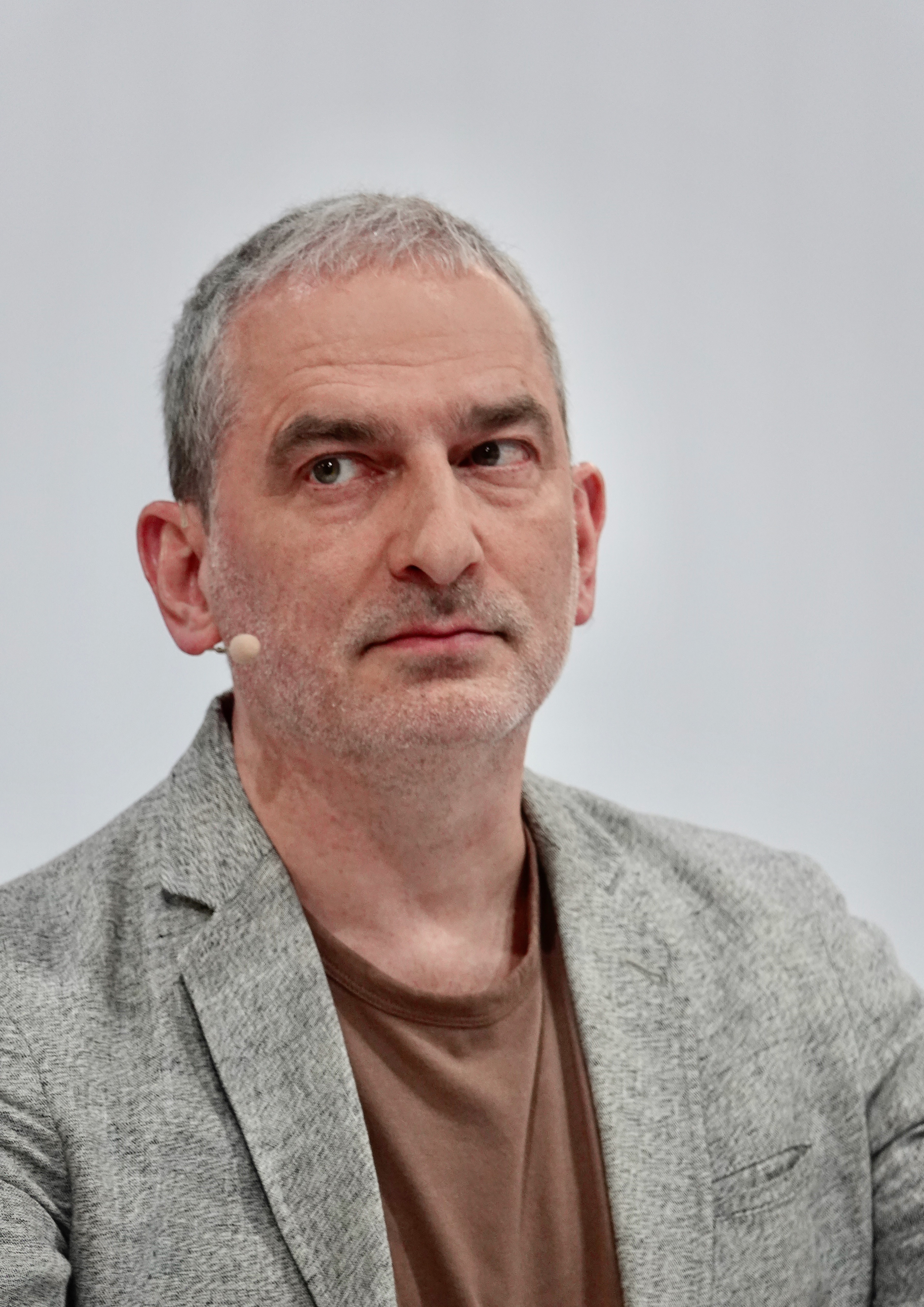
Boris Schumatsky beim Ingeborg Bachmann-Preis 2025

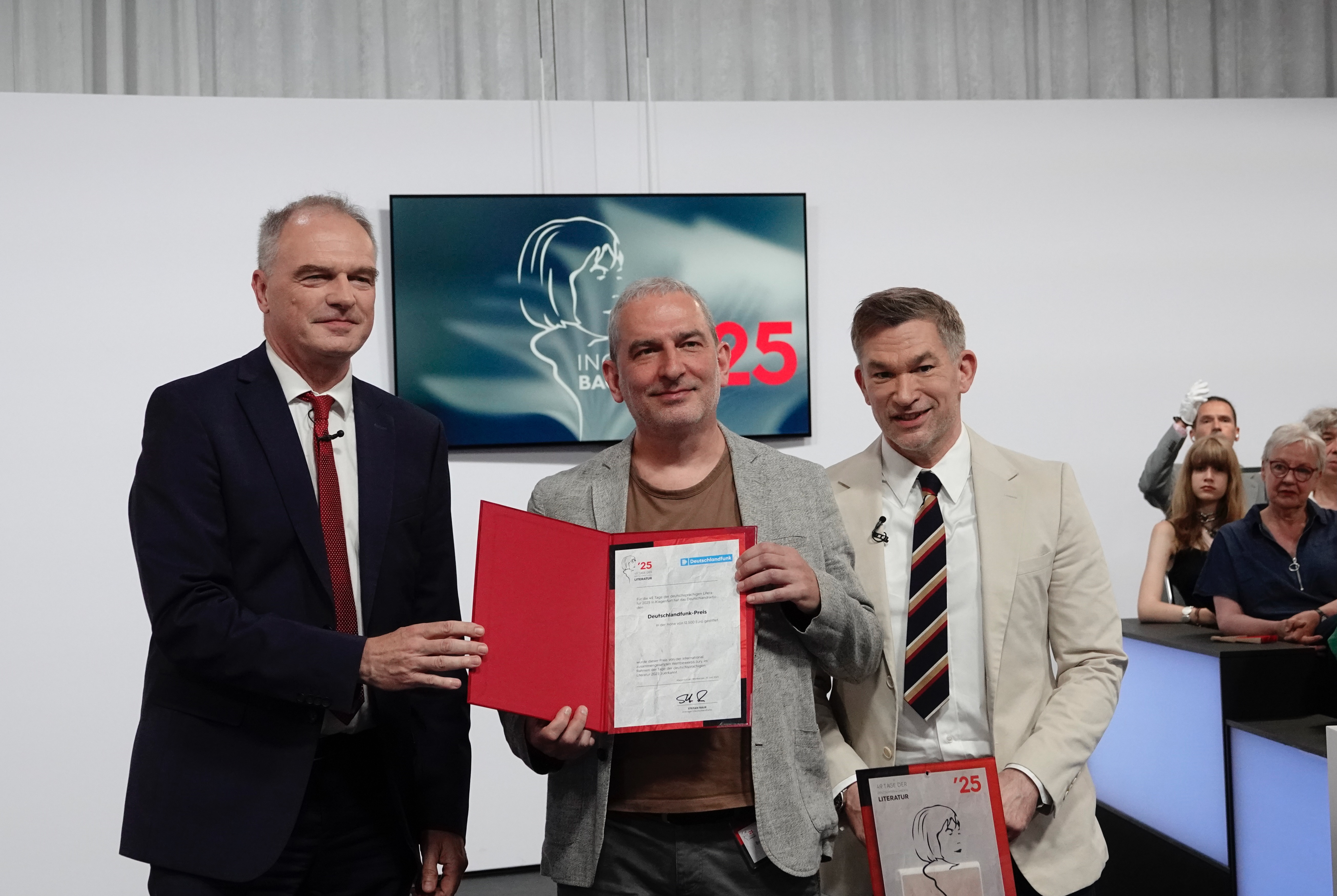
Verleihung des Deutschlandfunk-Preises 2025 an Boris Schumatsky

Boris Borissowitsch Schumatsky (russisch Борис Борисович Шумяцкий, wiss. Transliteration Boris Borisovič Šumjackij; * 1965 in Moskau) ist ein deutsch-russischer Schriftsteller, Publizist und Drehbuchautor.

## Leben
Boris Schumatskys Urgroßvater Boris Sacharowitsch Schumjazki war Mitte der 1930er Jahre der sowjetische Filmminister. Schumatsky studierte Kunstgeschichte in Moskau und Leningrad und Politologie in Berlin. Seit Anfang der 1990er Jahre lebt er in Deutschland als freier Autor und Publizist für deutschsprachige Zeitungen, später auch für Hörfunk und Fernsehen.
In seinem ersten Buch Silvester bei Stalin (1999) zeichnete Schumatsky die Geschichte seiner Familie in den Zeiten der Revolution von 1917, des Stalinterrors und des Zweiten Weltkriegs nach. Im autobiographischen Hörfunkfeature Klassentreffen mit Marklena (2001) erzählt er über seine Schulzeit in Moskau der 1980er Jahre.
Das 2016 erschienene Essaybuch Der neue Untertan. Populismus, Postmoderne, Putin setzt sich mit dem Phänomen der „Putinversteher“ im Zuge der russischen Krim-Annexion und der fremdenfeindlichen „besorgten Bürger“ während der Flüchtlingskrise in Europa ab 2015 auseinander.
Sein Roman Die Trotzigen (2016) folgt den Lebens- und Liebesgeschichten von vier jungen Deutschen und Russen, die sich zwischen Moskau, wo der Realsozialismus gerade zusammenbricht, und dem Berlin der Wendezeit bewegen. Die Handlung beginnt am Tag des Augustputsches von 1991 in Moskau. Beim Ingeborg-Bachmann-Preis 2025 wurde er mit dem Deutschlandfunk-Preis ausgezeichnet.
Er lebt in Berlin.

## Politische Positionen und Engagement
Nach dem Ende des ersten Tschetschenienkriegs 1996 arbeitete Schumatsky mit der Hilfsorganisation Cap Anamur/Deutsche Not-Ärzte in Tschetschenien und Inguschetien zusammen. Bis 2005 war er Teilnehmer der Fachgruppe Ost- und Mitteleuropa der Bundestagsfraktion Bündnis 90/Die Grünen und ist heute Mitglied im PEN-Zentrum deutschsprachiger Autoren im Ausland und der Gruppe Writers in Prison.
Nach der russischen Annexion der Krim im Frühjahr 2014 schrieb Schumatsky von einem Kriegskult, der in Russland herrsche. Er entsann sich eines Liedes aus seiner Kindheit, „Meinst du, die Russen wollen Krieg?“. Die Antwort im Lied war „Nein“, und „im Gegensatz zu so vielem, was damals bei uns im Radio lief, war dies nicht gelogen. Die Russen wollten in den sechziger Jahren bestimmt keinen Krieg. Heute freuen sich dieselben Menschen und auch ihre Kinder und Enkel fast einstimmig darüber, dass russische Truppen ein Stück Land… annektiert haben.“ Unter Putin werde der unter Breschnew eingeführte Kriegskult fortgesetzt, nur die Methoden der Manipulation seien subtiler geworden. Die Institutionen Russlands seien in einen desolaten Zustand geraten, das System basiere auf dem Prinzip der Lüge. „Ich glaube, je länger Putin an der Macht bleibt, je länger das jetzige System Bestand hat, desto schlimmer wird sein Ende sein.“
2021 initiierte Schumatsky das Projekt „Stolperworte“, Literaturlesungen an den Stolpersteinen. Sie sollen die Erinnerung an die Verbrechen der Nazizeit wachhalten, sagt Schumatsky. „Die Erinnerung stirbt, auch ihre Bedeutung schwindet, was ich unerträglich finde“. Sein Projekt sei aus der Idee entstanden, diese Erinnerung mit Hilfe der Literatur zu retten.
Nach dem russischen Überfall auf die Ukraine im Februar 2022 kritisierte Schumatsky diejenigen in Russland, die keine Verantwortung übernehmen wollten. Er fragte sich: „Habe ich jemals, wenn auch nur beiläufig, etwas gesagt, getan, geteilt, was zu diesem Krieg geführt hat? Die Antwort ist: Ja.“ Als Ursachen des Kriegs gegen die Ukraine machte er den russischen „Siegeswahn“, Ressentiments gegen den Westen und Moskaus kolonialen Herrschaftsanspruch aus. Schumatsky schreibt: „In Russland zählt wirklich nur eines: Gewalt. Putin versteht und spricht sie fließend, denn Gewalt ist eine Sprache, in der sein Land codiert ist.“
Schumatsky sprach sich gegen Intellektuelle aus, die nach dem Terrorangriff der Hamas auf Israel 2023 den Antisemitismus verharmlosten. Er schreibt: „Der Antisemitismus ist wie eine russische Puppe. Innen Mord, außen Gerücht, und darüber noch eine Schale, die Verharmlosung“. Diese sorge dafür, „dass sich das Gerücht über die Juden immer weiter verbreitet“. Schumatsky kritisierte die Verharmlosung der sexualisierten Gewalt des 7. Oktober, als bekannte Feministinnen „wie Nancy Fraser gegen den ‚Missbrauch des Themas Vergewaltigung durch die israelische Regierung‘ protestierten, und Mediengrößen wie Masha Gessen sexuelle Gewalt im Krieg als normal darstellten“.

## Rezeption
Silvester bei Stalin nannte die Süddeutsche Zeitung „ein bewegendes Dokument an der Schnittstelle offizieller und privater Geschichtsdeutung.“ Die FAZ verstand das Buch als einen notwendigen Beitrag „zu einer russischen Vergangenheitsbewältigung“.
Der neue Untertan wurde von der NZZ als Aufforderung „zu einer offenen Demokratie“ gelesen, und während die Welt ein „Putinbashing“ monierte, meinte die taz, dass Schumatskys „Sprache umschweiflos sagt, was seiner Auffassung nach die Sache ist: Linke, besonders sie, und viele, die jetzt im Strom der Pegidas und der AfD eine mitschwimmende Heimat finden, wünschen sich die offene, demokratische Gesellschaft nicht“.
Den Roman Die Trotzigen bezeichnet die Frankfurter Rundschau als Schelmenroman, der Bayerische Rundfunk befand jedoch, Schumatsky erzähle „keineswegs eine Schelmengeschichte. Nein, es ist vielmehr die Wirklichkeit, die alle Fiktion übertrifft. Mal als Groteske, mal als Tragödie.“ Die Zeit betont die gelungene Verbindung von Politischem und Literarischem und schreibt, dass „Schumatskys temporeicher, wilder Roman“ sich „wie ein subtiler Kommentar zu unserer Gegenwart“ liest: „Wer sich auf Schumatsky einlässt, stößt auf den Abgrund unserer Freiheit.“

## Werke
Bücher
- Silvester bei Stalin. Eine Familienchronik. PHILO-Verlag, Berlin / Bodenheim bei Mainz 1999, ISBN 3-8257-0098-4.
- Der neue Untertan. Populismus, Postmoderne, Putin. Essaybuch. Residenz Verlag, Salzburg 2016, ISBN 978-3-7017-4526-5.
- Die Trotzigen. Roman. Blumenbar, Berlin 2016, ISBN 978-3-351-05029-0.

Beiträge für Presse, Rundfunk und Film
- Klassentreffen mit Marklena. Deutschlandradio 2001, Feature (online).
- Präsidentenkino, 1937 und 2007. In: Neue Zürcher Zeitung, 5. Mai 2008, Essay (online).
- Tod in Moskau. In: Frankfurter Allgemeine Zeitung, 12. August 2014, Essay (online).
- Kadaver auf Urlaub. In: Neue Zürcher Zeitung, 24. August 2015, Essay (online).
- Boris' Traum. Deutschlandfunk Kultur 2017, Feature (online).
- Der Mut der Verzweiflung. Deutschlandfunk Kultur 2018, Feature (online).
- Music and Power. WDR und Arte 2018, Drehbuch (online).
- Evakuiert. Stolperworte, 2021, Kurzprosa (online).
- Die russische Schuld. Frankfurter Allgemeine Sonntagszeitung Nr. 21,   29. Mai 2022, Essay (online) Nachdruck in: Alles ist teurer als ukrainisches Leben, Edition.fotoTAPETA, Berlin 2023, S. 140.
- Böse ist gut. Neue Zürcher Zeitung 11. März 2023, Essay (online) Nachdruck: Fremdsprachenstunde für Friedenstauben Tagesspiegel 31. März 2023
- Als ich Juden nicht riechen konnte. Neue Zürcher Zeitung 2. Dezember 2023, Essay (online)
- Die Sprache des Pogroms. Die Zeit 2. Oktober 2024, Essay (online)

## Auszeichnungen
- 2025: Deutschlandfunkpreis beim Ingeborg-Bachmann-Preis[18]